# Hydora picea
Hydora picea là một loài bọ cánh cứng trong họ Elmidae. Loài này được Broun miêu tả khoa học năm 1881.